# 두 왕국교리
두 왕국교리 (two kingdoms doctrine)는 하나님은 전세계의 통치자이며 두 가지 방법으로 통치하신다고 가르치는 개신교 교리이다. 이 교리는 루터교에 의해 주장되고 데이비드 반드루넨과 같은 일부 칼빈주의자 들의 견해를 나타낸다. 루터에 따르면 교회는 복음에 의해서 통치되고 세속권은 율법에 의해서 통치되어 하나님의 나라를 이루어 간다고 한다. 존 칼빈은 마틴 루터의 원래 두 왕국 교리를 크게 수정했다. 후에 화란의 신 칼빈주의자들은 문화명령 (변혁주의)이라는 다른 견해를 채택했다.

## 에라스투스주의와 구별됨
토마스 에라스투스는 신자가 죄를 범하게 되면, 교회에 의해 성만찬 금지와 같은 제재를 받는 것보다 국가의 위정자에 의해 처벌을 받을 것을 그의 논문에서 주장하였다. 하지만, 웨스트민스터 총회에서는 그의 의견이 받아들여지지 않고 기존의 두 왕국교리가 유지됨으로 국가가 교회의 일에 어느 정도까지 관여할 수 있는지를 명확하게 지정하였다.

## 존 볼 (사제)의 견해
청교도인 존 볼은 은혜언약에 관한 논문에서, 그리스도와 국가 또는 교회와의 관계에 대하여 설명하였다. 그는 그리스도가 삼위일체의 두번째 위격으로써 자연 왕국을 통치하며, 이 자연 왕국이 그에게 속해있는 것은 그가 성부하나님과 같은 본성이고 같이 영원하기 때문이라고 주장하였다. 또한 그리스도가 교회를 통치하는 것은 중보자의 역할을 함으로 자연왕국과 대조된다고 주장하였다. 즉, 자연왕국과 중보적 왕국으로 그는 구분한 것이다.

## 조지 길레스피의 견해
그는 그의 저서 <아론의 싹난 지팡이>에서 두 왕국의 공통점과 다른점에 대하여 열가지를 상술하였다.

## 두 왕국교리를 반대하였던 자들
새뮤얼 루더포드는 두 왕국교리를 반대했던 신학자들의 명단을 공개하였다.

## 칼뱅주의
칼빈을 비롯한 후기 개혁파 정통주의자들은 하나님의 구속적 구원 사역과 지상의 섭리 사역을 명확하게 구분했다. 스코틀랜드의 신학자 앤드류 멜빌은 특히 이 교리를 명확하게 설명한 것으로 잘 알려져 있으며, 스코틀랜드 제2장 요리문답은 시민권과 교회 권위의 영역을 명확하게 정의했다. 사무엘 러더퍼드와 같은 정통파 신학자들도 개혁파의 두 왕국에 대한 개념과 용어를 사용했다. 프란시스 투레틴은 현세적 왕국을 영원한 하나님이자 세상의 창조주인 그리스도의 지위와 연결하고, 영적 왕국을 성육신한 하나님의 아들이자 인류의 구속주인 그리스도의 지위와 연결하여 교리를 더욱 발전시켰다.

## 루터교와 칼뱅주의의 차이점
개혁파의 교리 적용은 교회의 외부 정부 문제에서 루터교와 달랐다. 루터교도들은 국가가 교회의 행정을 통제 할 수 있도록 허용하는 데 만족했으며, 이는 토마스 에라스투스가 공유 한 개혁주의 세계의 견해였습니다. 그러나 일반적으로 개혁파는 파문권을 포함한 교회의 외부 행정권을 국가에 넘겨서는 안 된다는 칼빈의 주장을 따른다.
- 토마스 에라스투스
- 휴고 그로티우스
- 하인리히 불링거
- 항론파들 중 다수
- 헨리 8세 아래에 있었던 신학자들로 토머스 크랜머등.

## 같이 보기
- 기독교와 정치
- 교회와 국가의 분리
- 한 나라와 두 나라 사이의 중도 적 입장에 대한 문화적 의무
- 법과 복음
- 반대 관점
  - 제왕 절개
  - 기독교 재건
  - 지배 신학
  - 왕국 신학
  - 밀레 니얼 세대주의
  - 신학
- 정치 가톨릭
- 정치 신학
- 이 신학이 유래 된 구절 중 하나에 대한 " 시저에게 렌더 "
- 구 주권
- 정통 신학과 비잔틴 정치 사상의 유사 이론에 대한 심포니아 (신학)
- 조지 길레스피
- 데이비드 반드루넨

## 참고 문헌
- Gritsch, Eric W (1986), Tracy, James D (ed.), "Luther and the Modern State in Germany: chapter - Luther and the State: Post-Reformation Ramifications", Sixteenth Century Journal, Kirksville, MO – via Questia.
- MacCulloch, Diarmaid (2003), The Reformation: A History, New York: Penguin.
- VanDrunen, David (Autumn 2007), "The Two Kingdoms Doctrine and the Relationship of Church and State in the Early Reformed Tradition", Journal of Church and State, KC library, 49 (4): 743–63, doi:10.1093/jcs/49.4.743 - EBSCO 경유 (구독 필요).

## 추가 문헌
- Ouweneel, W.J.; Boot, J. (2017). 《The World is Christ's: A Critique of Two Kingdoms Theology》. Ezra Press. ISBN 978-0-9947279-6-1.  Ouweneel, W.J.; Boot, J. (2017). 《The World is Christ's: A Critique of Two Kingdoms Theology》. Ezra Press. ISBN 978-0-9947279-6-1.  Ouweneel, W.J.; Boot, J. (2017). 《The World is Christ's: A Critique of Two Kingdoms Theology》. Ezra Press. ISBN 978-0-9947279-6-1.
- The two ‘Kingdoms’ (PDF), AU : 루터교 교회, 2001년 사회 및 생명 윤리위원회, 2005-10-27 의 원본 ( PDF )에서 보관함 .